# Эскадренные миноносцы типа «Акидзуки» (2010)
Эскадренные миноносцы типа «Акидзуки» (яп. あきづき型護衛艦 Акидзуки-гата-гоэйкан) — тип современных эскадренных миноносцев с управляемым ракетным оружием, состоящий на вооружении Морских Сил Самообороны Японии. Первоначально был известен как «тип 19DD»(заказ на строительство был выдан в 2007 году-19 году эпохи Хэйсей).
Эсминцы типа «Акидзуки» являются дальнейшим развитием эскадренных миноносцев типа «Таканами», отличаясь от них более совершенным радиоэлектронным и гидроакустическим оборудованием.

## Представители серии
| Название                                 | Заводской номер | Бортовой номер | Место постройки            | Заложен           | Спущен на воду        | Вступил в строй    |
| ---------------------------------------- | --------------- | -------------- | -------------------------- | ----------------- | --------------------- | ------------------ |
| Акидзуки (яп. あきづき Осенняя Луна)     | 2244            | DD115          | верфь «Мицубиси», Нагасаки | 17 июля 2009 года | 13 октября 2010 года  | 14 марта 2012 года |
| Тэрудзуки (яп. てるづき Сияющая Луна)    | 2245            | DD116          | верфь «Мицубиси», Нагасаки | 9 июля 2010 года  | 15 сентября 2011 года | 7 марта 2013 года  |
| Судзуцуки (яп. すずつき Прохладная Луна) | 2246            | DD117          | верфь «Мицубиси», Нагасаки | 18 мая 2011 года  | 17 октября 2012 года  | 12 марта 2014 года |
| Фуюдзуки (яп. ふゆづき Зимняя Луна)      | 2247            | DD118          | верфь «Мицуи», Тамано      | 14 июня 2011 года | 22 августа 2012 года  | 13 марта 2014 года |